# Graham Watson

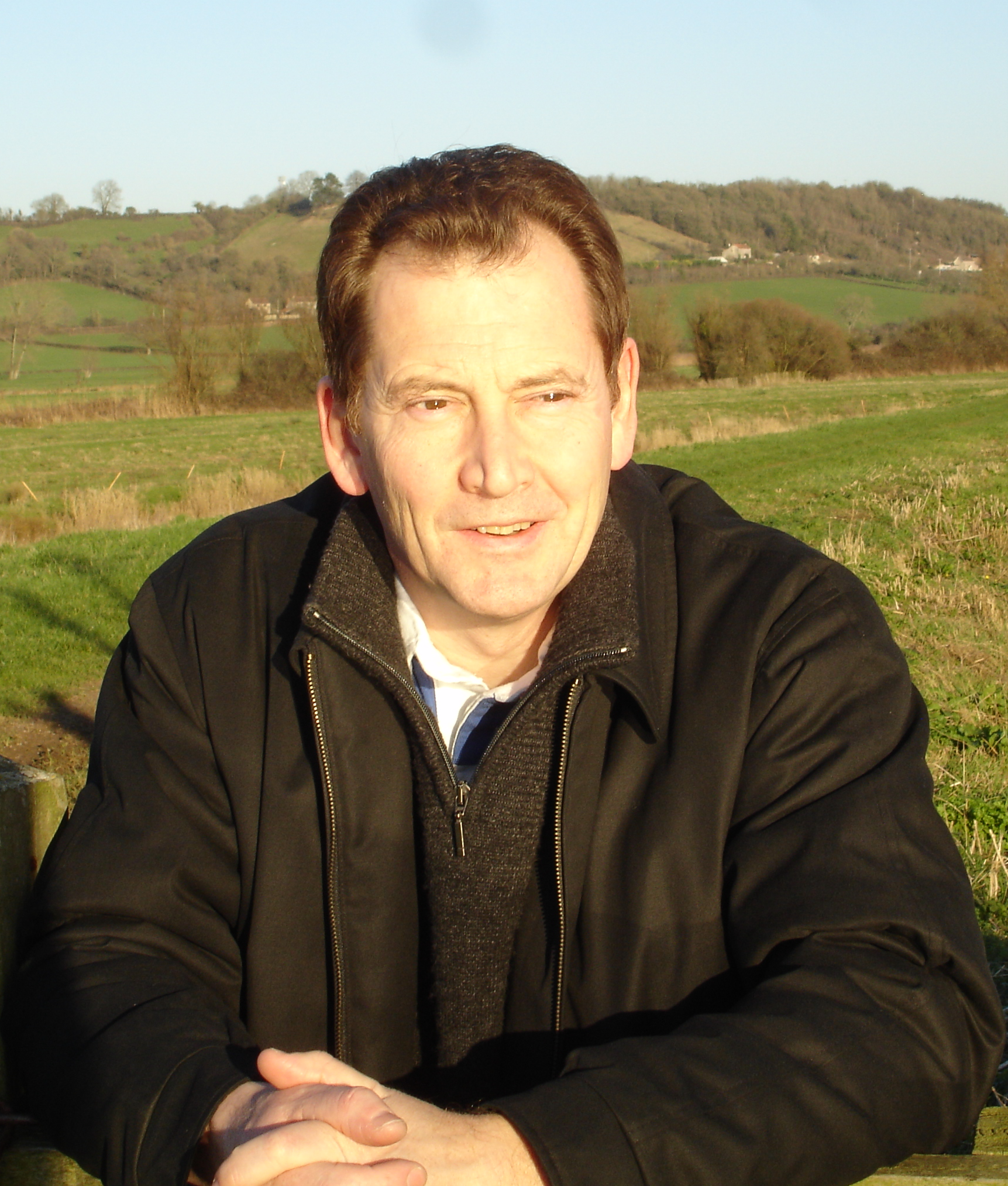
Graham Watson

Graham Watson (n. 23 martie 1956) este un om politic britanic, membru al Parlamentului European în perioadele 1994-1999, 1999-2004 și 2004-2009 din partea Regatului Unit.